# Камерный театр (Екатеринбург)
Ка́мерный теа́тр Объединённого музе́я писа́телей Ура́ла — театр, в репертуаре которого классика и современная драматургия, спектакли, созданные по произведениям уральских писателей, расположен в Литературном квартале Екатеринбурга на ул. Пролетарская, 18. 

## История театра
Камерный театр Муниципального автономного учреждения культуры «Объединенный музей писателей Урала» –  единственный в России театр в составе музейного комплекса, связанного с жизнью и творчеством уральских писателей, был основан 1 декабря 1998 года.  
Театр создан по чертежам домашнего театра графа Шереметьева, рассчитан на 157 мест. Театр работает имеет свою труппу, а также сотрудничает более чем с 60 актерами из разных театральных коллективов города Екатеринбурга. На сцене театра идут спектакли по классическим произведениям А. Чехова, А. Островского, А. Грина, Б. Шоу, А. Пушкина, Д. Мамина – Сибиряка,  а также по пьесам современных драматургов – В. Сигарева,  И. Васьковской. Среди постановок Камерного театра работы именитых мастеров - В. Анисимова, В. Рубанова, Д. Астрахана, Н. Коляды и режиссёров молодого поколения – Д.  Зимина, Г. Цнобиладзе, Ю. Родионовой, А.Морозова.  В репертуаре театра постановки для самой широкой аудитории – как для старшего поколения, так и для детей дошкольного и младшего школьного возраста и подростков.
На сегодняшний день в репертуаре Камерного театра 22 спектакля.  
Камерный театр – место притяжения разных поколений зрителей, благодаря интересной репертуарной политике, где органично существуют классические и современные постановки, уральская и зарубежная драматургия, фестивальные и гастрольные проекты. С момента основания и до сих пор Камерный театр соответствует духу, миссии места, где он расположен – Литературного квартала. 
Возведение здания началось на месте бывшей пристройки к усадебному дому Марии Алексеевой, первой жены Д. Н. Мамина-Сибиряка. Уцелевшая стена крепкой кирпичной кладки стала частью нового объёма. Строительные работы продолжались 12 лет. Авторы проекта: архитектор А. А. Пташник, дизайнер В. М. Брусницын. 
Театр был открыт 1 декабря 1998 года — в год 275-летия Екатеринбурга, ещё без цехов, только с приглашёнными актёрами. Первый спектакль — «Каменный цветок» по сказам П. Бажова стал визитной карточкой театра.

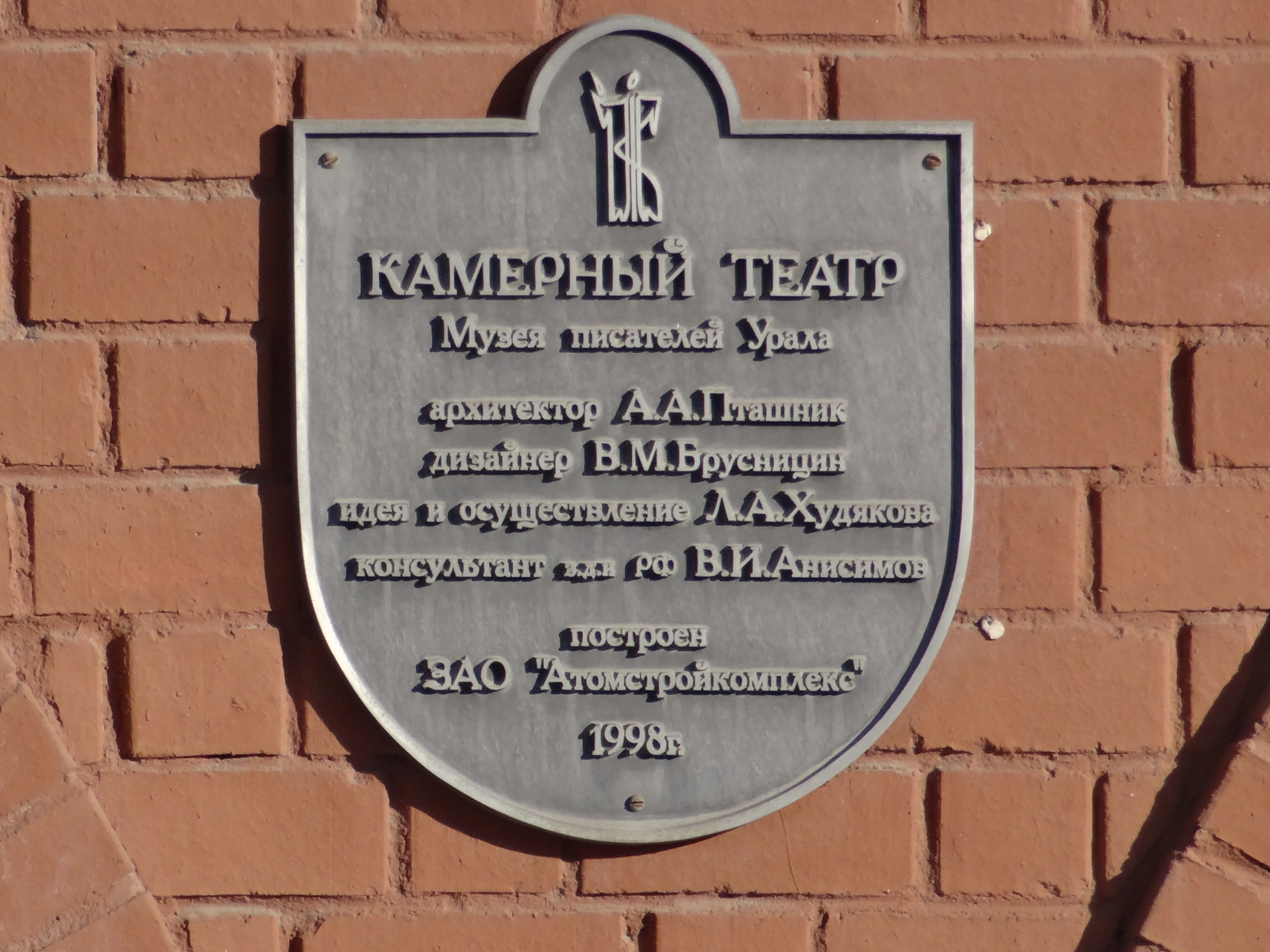
Доска на уличном фасаде

Театр — участник областного конкурса и фестиваля на лучшую театральную работу года «Браво!». Постановка «Дядя Ваня» принесла награду «Лучшая работа художника» Владимиру Кравцеву и «Лучшая роль в драматическом театре» Валентину Воронину в 2007 году. Алексей Галкин и Сергей Заикин стали обладателями премии «Лучший дуэт в драматическом театре» в 2019 году за роли в спектакле «Отрочество».

## Технические характеристики
Зрительный зал на 157 мест выполнен амфитеатром, что удобно для зрителей: всё происходящее на сцене видно и слышно из любой его точки. Задняя обычно глухая стена имеет большие окна наружу, расширяющие постановочные решения.
Габариты сценической площадки обусловлены размерами прежнего исторического здания — флигеля усадьбы Алексеевых:
- ширина 9 м
- глубина 9 м
- высота 10,5 м

Размеры зеркала сцены:
- ширина 6,5 м
- высота 5,6 м

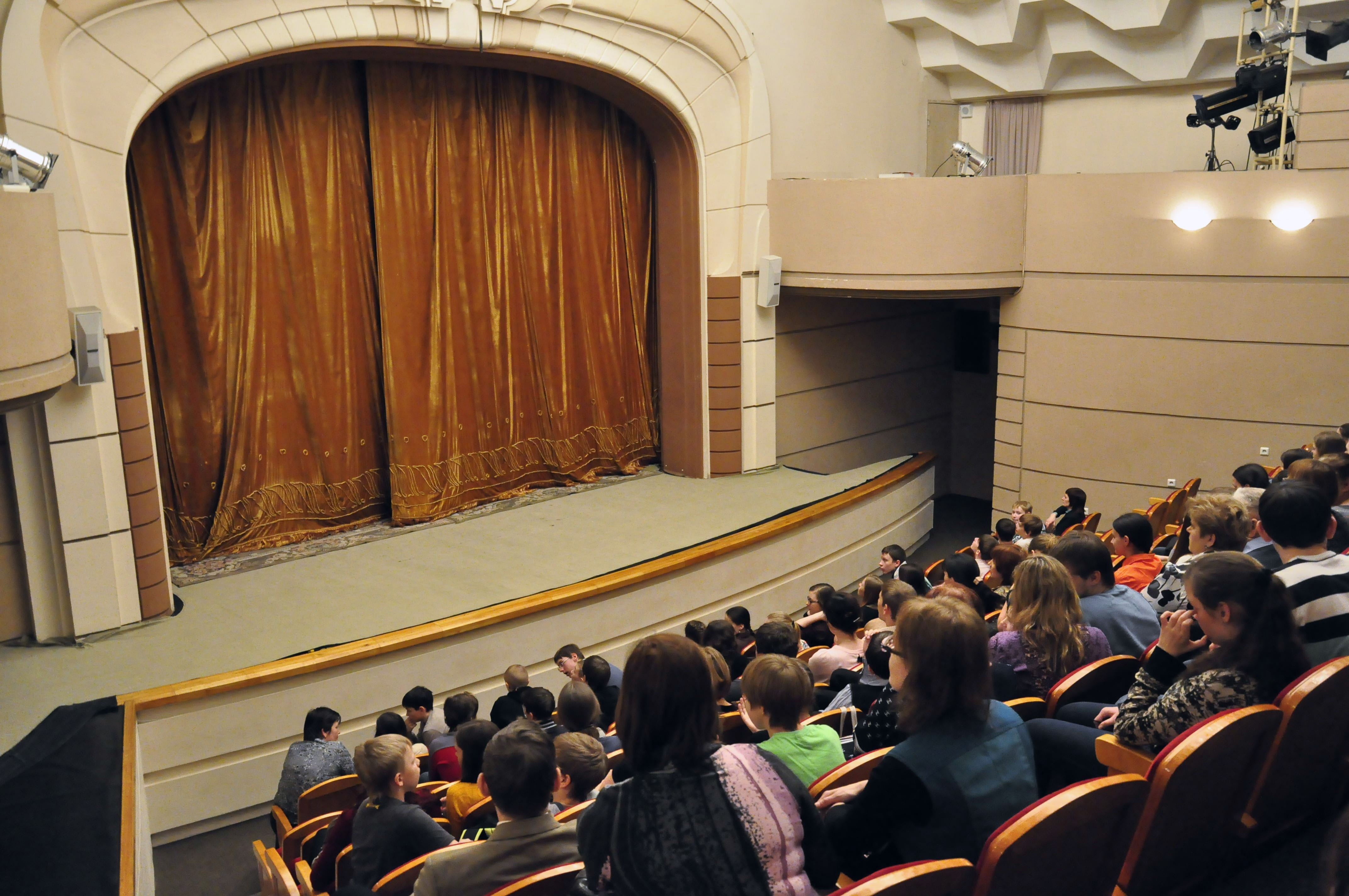
В зрительном зале

Поворотный круг, диаметр 7 м, две скорости вращения

## Руководство
- Вячеслав Анисимов, з. д. и. РФ — первый главный режиссёр театра 1998—2002 гг.
- Лидия Худякова — первый директор Объединенного музея писателей Урала
- Евгений Ланцов — главный режиссёр 2006—2010 гг.
- Константин Зущик — главный режиссёр 2015—2016 гг.
- Дмитрий Касимов — главный режиссёр с конца 2016 —2020 гг.
- Ирина Евдокимова — директор Объдиненного музея писателей Урала с 2017 г. по настоящее время

## Актёры
- Татьяна Александрович
- Юрий Алексеев
- Людмила Аплеснина
- Алла Антипова
- Николай Бабушкин
- Сергей  Богородсков
- Александр Бушуй
- Александр Волхонский
- Мария Викулина
- Алексей Галкин
- Борис Горнштейн
- Наталья Демидова
- Марина Егошина
- Ирина Ермолова
- Екатерина Живоглядова
- Сергей Заикин
- Светлана Замараева
- Олеся Зиновьева
- Константин Зущик
- Зоя Иванова
- Дмитрий Касимов
- Кирилл Клевец
- Сергей Колесов
- Игорь Кравченко
- Виктор Логинов
- Екатерина Ляхова
- Элеонора Мировская
- Юлия Молчанова
- Снежана Морозова
- Александр Муратов
- Ольга Павлова
- Виктор Поцелуев
- Элла Прийменко
- Валерий Прусаков
- Любовь Ревякина
- Юлия Родионова
- Леонид Рыбников
- Ирина Самылова
- Елена Стражникова
- Ирина Тарусина
- Татьяна Сушкова
- Людмила Ускова
- Иван Филоненко
- Сергей Фёдоров
- Ксения Халтурина
- Вячеслав Хархота
- Вера Цвиткис
- Надежда Чайкина
- Екатерина Черятникова
- Ирина Шавкунова
- Константин Шавкунов
- Лариса Шиманская

## На сцене Камерного играли
- Валентин Воронин

## В афише театра
- 1999 — «Метель» В. Сигарева по одноимённой повести А. Пушкина, реж. Вячеслав Анисимов
- 2002 — «Алые паруса» М. Порошиной и А. Каспировича по одноимённой повести А. Грина, реж. Вячеслав Анисимов
- 2003 — «Варшавская мелодия» Л. Зорина, реж. Ярополк Лапшин, композитор Александр Пантыкин[4]
- 2005 — «Лондонский треугольник» А. Углова, реж. Дмитрий Астрахан, Владимир Рубанов
- 2007 — «Волки и овцы» А. Островского, реж. Евгений Ланцов
- 2010 — «Квадратура круга» В. Катаева, реж. Владимир Рубанов
- 2011 — «О, люди, люди…» по произведениям А. Чехова, реж. Леонид Рыбников
- 2015 — «Миллионерша» Б. Шоу, реж. Евгений Ланцов
- 2018 — «Не всё коту масленица» А. Островского, реж. Юлия Родионова
- 2019 — «Гробовщик» по повести А. Пушкина, инсценировка Светлана Гурова, Михаил Батурин, реж. Николай Коляда
- 2021 — «Дама с собачкой» по рассказам и записным книжкам А. Чехова, реж. Виктор Поцелуев
- 2021 — «Голубая комната» Д. Хэйр, реж. Георгий Цнобиладзе
- 2021 — «Барышня-крестьянка» по повести А. Пушкина, реж. Георгий Цнобиладзе
- 2022 — «Ванькины именины» по рассказам Д.Мамина-Сибиряка. Совместный проект Камерного театра и Камерного оркестра B-A-C-H. Дирижёр Николай Усенко, реж. Надежда Щёкина
- 2022 — «Приваловские миллионы» по роману Д. Мамина-Сибиряка, инсценировка Ирина Максимова, Владимир Зуев, реж. Игорь Булыгин
- 2022 — «Над пропастью во ржи» Д. Сэлинджер, инсценировка Ирина Васьковская, реж. Дмитрий Зимин
- 2023 —  Б. Рыжий по стихам Бориса Рыжего, реж. Александр Вахов
- 2023 — «Выстрел» по повести А. Пушкина, инсценировка Николай Коляда, реж. Николай Коляда
- 2023 — «Дети солнца» М. Горький, реж. Антон Морозов
- 2023 — «Наследники» по роману Владислава Крапивина «Острова и капитаны», реж. Георгий Цнобиладзе
- 2024  — «Бухта Тайдзи» по пьесе Анастасии Букреевой, реж. Ярослав Жевнеров

## Постановки прошлых лет
- 1998 — «Тургенев и Полина Виардо. История любви» В. Боровицкой, реж. Вячеслав Анисимов
- 1999 — «Привидение старой мельницы» Кима Мешкова, реж. Сергей Кирилочкин
- 2000 — «Принц и нищий» М. Твена, реж. Вячеслав Анисимов
- 2000 — «Граф Нулин» А. Пушкина, реж. Вячеслав Анисимов
- 2001 — «Вишнёвый сад» А. Чехова, реж. Вячеслав Анисимов
- 2002 — «Золотопромышленники» Д. Мамина-Сибиряка, реж. В. Рубанов
- 2003 — «Двенадцать месяцев (Исполнение желаний)» С. Маршака, реж. Александр Волхонский
- 2003 — «Кукольный дом (Нора)» Г. Ибсена, реж. Николай Воложанин
- 2004 — «Вечер» А. Дударева, реж. Евгений Ланцов
- 2005 — «Пигмалион» Б. Шоу, реж. Евгений Ланцов
- 2005 — «Поздняя любовь» А. Островского, реж. Николай Воложанин[5]
- 2006 — «Дядя Ваня» А. Чехова, реж. Евгений Ланцов[6]
- 2007 — «Свадьба Кречинского» А. Сухово-Кобылина, реж. Евгений Ланцов
- 2011 — «Аладдин и Волшебная лампа» А. Вдовина и К. Козлова по мотивам арабских сказок «Тысяча и одна ночь», реж. Кирилл Клевец
- 2014 — «Есть птичка рая у меня»
- 2015 — «Снежная королева» по мотивам Х. К. Андерсена